# Petrohradská duchovní akademie
Petrohradská duchovní akademie je bohoslovecká vysoká škola Ruské pravoslavné církve.
V současnosti se jedná o komplex duchovních a vzdělávacích institucí sjednocené pod názvem Petrohradské duchovní školy.

## Historie
Roku 1721 byla v Alexandro-Něvském monastýru zřízena na příkaz novgorodského arcibiskupa Feodosija (Janovského) Slovanská škola pro výuku abecedy, psaní, žalmů, aritmetiky a výkladu blahoslavenství.
Roku 1725 byla škola přejmenována na Slovansko-řecko-latinský seminář se zavedením výuky teologie, filosofie, rétoriky, historie, geografie, starověkých a moderních jazyků. V této době měl seminář kolem 100 studentů. Tento seminář byl roku 1736 sloučen se seminářem sídlícím v domě biskupa Feofana (Prokopoviče).
Roku 1761 dovolil Nejsvětější synod studentům semináře studovat medicínu v zahraničí. Byli posláni na univerzitu v Cambridgi, Oxfordskou univerzitu a univerzitu v Göttingenu.
Podle synodu v mnoha seminářích studenti nedostali dostatečné znalosti, a proto bylo roku 1788 rozhodnuto zřídit na základě Slovansko-řecko-latinského semináře Hlavní seminář, kam začali posílat na studia nejlepší žáky z mnoha eparchiálních seminářů Ruského impéria. Do Alexandro-Něvského monastýru byly přesunuty i starší ročníky Novgorodského duchovního semináře, a tím počet studentů Hlavního semináře čítal 200 studentů. Učební plán byl sestaven s ohledem na tehdejší racionalistické a filozofické chápání. Seminaristé měli k dispozici nejbohatší knihovnu, která obsahovala původní díla mnoha západoevropských myslitelů.
Roku 1797 byl v souvislosti přejmenování monastýru Alexandra Něvského na lávru přeměněn také seminář, který získal název Akademie Alexandra Něvského. Akademie byla zřízena rozhodnutím cara Pavla I. ze dne 29. prosince 1797.
V procesu všeobecné reformy duchovního vzdělávání byla Akademie Alexandra Něvského na začátku roku 1809 rozdělena do tří vzdělávacích institucí, které nadále sídlily v lávře Alexandra Něvského:
- Petrohradská duchovní akademie (vysoká škola)
- Petrohradský duchovní seminář (střední škola)
- Duchovní učiliště Alexandra Něvského (nižší škola)

První promoce na reformované akademii proběhly roku 1814.
Rozšíření a reforma akademie se vyžádala novou budovu. Dne 22. června 1817 metropolita Amvrosij posvětil základní kámen nové budovy, která byla dokončena roku 1821.
Od roku 1821 začala akademie vydávat časopis s názvem Křesťanské čtení.
Akademie se podílela na překladu Písma svatého a také na dalších historických a náboženských spisů.
Od 40. let 19. století začala akademie přijímat studenty z místních pravoslavných církví: z Bulharska, Řecka, Gruzie, Rumunska či Srbska.
Roku 1858 získala akademie knihovny z chrámu svaté Sofie v Novgorodu a Kirillo-Belozerského monastýru.
V letech 1913–1917 nesla název: Říšská Petrohradská duchovní akademie.
Roku 1918 byla akademie uzavřena.
Petrohradský bohoslovecký instutut (1920–1923) nějakou dobu navazoval na tradice akademie, která zanikla, protože v polovině 20. let byl téměř veškerý církevní život v Petrohradě pod kontrolou renovační eparchiální správy.
V letech 1925–1928 působily v Leningradu Vyšší teologické kurzy, které zanikly v souvislosti s novou vlnou pronásledování náboženství a církve v SSSR.
Po zvolení patriarchy Sergija vypracoval arcibiskup Grigorij (Čukov) zprávu „O organizaci teologických škol“. Na základě této zprávy vypracoval Svatý synod „Řád o akademiích a seminářích“.
V listopadu 1945 byly v Leningradu otevřeny teologicko-pastorační kurzy.
Dne 1. září 1946 došlo ke zřízení Leningradské duchovní akademie a došlo k reorganizaci Leningradského duchovního semináře. Slavnostní otevření akademie se konalo 14. října 1946.
Byl přijat systém dvoustupňového duchovního vzdělání – střední (seminář) a vyšší (akademie). Studium trvalo na obou institucích 4 roky.
Roku 1961 na vrcholu Chruščovova pronásledování církve vyvstala otázka uzavření Leningradské duchovní akademie a semináře. Tento rok mohlo ze 33 žadatelů nastoupit jen 8.
Metropolita Nikodim (Rotov) zahájil v říjnu 1963 opatření před uzavřením akademie a semináře. Jako předseda Oddělení vnějších církevních vztahů Moskevského patriarchátu začal akademii energicky zapojovat do mezinárodních aktivit. Často sem přijížděly zahraniční delegace a profesoři začali aktivně navštěvovat zahraniční sympozia. Vzhledem k tomu, že metropolita věděl o vyslovených sympatiích Chruščova k africkým rozvojovým zemím pozval ke studiu sedm Afričanů z Ugandy a Keni. Roku 1965 byla zřízena Fakulta africké křesťanské mládeže, která se poté transformovala na Fakultu zahraničních studentů.
Roku 1996 oslavila Petrohradská duchovní akademie a seminář 275. výročí svého založení a 50. výročí své obnovy.
V průběhu dalších let došlo k různým reformám akademie a semináře.

## Fakulty
- Fakulta bohoslovecko-pastorační (bakalář, magistr a doktor teologie)
- Fakulta církevního umění (bakalář), součástí fakulty je ikonopisecké oddělení
- Dálkové studium (bakalář a magistr)